# Pierre Pilote
Joseph Albert Pierre Paul Pilote (11 dicembre 1931 – Barrie, 9 settembre 2017) è stato un hockeista su ghiaccio canadese.

## Biografia
Nel corso della sua carriera ha giocato con St. Catharines Teepees (1950/1952), Buffalo Bisons (1951-1955, 1955/56), Chicago Black Hawks (1955/56, 1956-1968) e Toronto Maple Leafs (1968/69).
Si è aggiudicato il James Norris Memorial Trophy in tre occasioni (1963, 1964, 1965).
Nel 1975 è stato inserito nella Hockey Hall of Fame.